# Daniela Rotkiewicz
Daniela Anna Rotkiewicz – polska inżynier, dr hab. nauk rolniczych, profesor zwyczajny Katedry Przetwórstwa i Chemii Surowców Roślinnych Wydziału Nauki o Żywności Uniwersytetu Warmińsko-Mazurskiego w Olsztynie.

## Życiorys
W 1991 habilitowała się na podstawie pracy zatytułowanej Inaktywacja mirozynazy w nasionach rzepaku jako sposób poprawy jakości śruty i oleju. 10 stycznia 2001 uzyskała tytuł profesora nauk rolniczych. Została zatrudniona na stanowisku profesora zwyczajnego w Katedrze Przetwórstwa i Chemii Surowców Roślinnych na Wydziale Nauki o Żywności Uniwersytetu Warmińsko-Mazurskiego w Olsztynie.